# Oldřichov (ort i Tjeckien, Olomouc)
Oldřichov är en ort i Tjeckien.   Den ligger i regionen Olomouc, i den östra delen av landet, 230 km öster om huvudstaden Prag. Oldřichov ligger 222 meter över havet och antalet invånare är 122.
Terrängen runt Oldřichov är platt åt sydväst, men åt nordost är den kuperad. Runt Oldřichov är det ganska tätbefolkat, med 72 invånare per kvadratkilometer. Närmaste större samhälle är Přerov, 7,9 km sydväst om Oldřichov. Trakten runt Oldřichov består till största delen av jordbruksmark.